# Cacioricotta di capra cilentana
Il cacioricotta di capra cilentana (dial.: casorecotta re crapa) è un prodotto caseario della regione del Cilento, la cui lavorazione avviene dal latte caprino, con una tecnica che si pone a metà strada tra la produzione della ricotta e quella del formaggio. Infatti essa è ottenuta attraverso la coagulazione in parte presamica (caratteristica del formaggio) e in parte termica (caratteristica della ricotta).

Tutto il ciclo produttivo avviene con mezzi manuali.
È inserito con il nome di cacioricotta caprino del Cilento nell'elenco dei prodotti tipici campani.

## Materia prima
Viene utilizzato esclusivamente latte crudo, prodotto da una variante autoctona di capra, con caratteristiche specifiche, denominata cilentana. Il latte viene raccolto, poche ore prima della trasformazione, mediante mungitura a mano da esemplari non stabulati, bensì condotti al pascolo.

## Preparazione del caglio
Il caglio viene prodotto dallo stesso allevatore, mediante essiccazione in aria dell'abomaso intero del capretto, in luogo coperto ed aerato, per 30-40 giorni.
La pasta, di colore bruno, ottenuta dal pestaggio nel mortaio, è conservata in vasetto ricoperta da uno sottile strato d'olio d'oliva.

## Trasformazione
Il latte viene riscaldato fino alla temperatura di circa 85-90° celsius, utilizzando, quale innesco della trasformazione, il siero acido proveniente dalla cagliata del giorno precedente.

Successivamente la mistura viene lasciata raffreddare fino a raggiungere una temperatura di 36°-40° Celsius per essere poi portata a cagliatura con l'aggiunta di caglio di capretto in pasta, nella misura di 40-50 grammi per quintale.

## Lavorazione
La cagliata, ottenuta in circa 30 minuti, non viene rotta ma lasciata a rassodare per circa 30-40 minuti, prima di venire estratta e pressata, per circa 15 minuti, nei tipici stampi detti fiscelle (dial.: fuscedde), fino ad espungere la maggior parte del siero.

La stufatura si ottiene in maniera naturale esponendo per 24 ore le forme alla temperatura del locale di cagliatura.

La salatura viene effettuata poche ore dopo la formatura, o dopo la stufatura, a secco, mediante cospargimento con sale da cucina.

La stagionatura avviene generalmente su graticci, con una maturazione che, qualora si intenda avviare il prodotto al consumo da formaggio fresco, può avere durata brevissima, tipicamente 2 o 3 giorni (maturazione proteolitica). Nel caso del prodotto stagionato si prolunga invece per  3-4 mesi (maturazione proteolitico-lipolitica).

## Varianti
In alcune zone del Cilento, come Montano Antilia e Laurito, la massa viene sottoposta a un ciclo termico più lungo (per circa 10-20 minuti in più), contenendo la temperatura con allontanamenti periodici dalla fiamma.

In altri casi la cagliata può subire, dopo il rassodamento, la rottura in piccoli fiocchi della dimensione di un chicco di mais, lasciati in sosta nel siero per ulteriori 10-20 minuti.

## Aspetto e qualità organolettiche
Si presenta in forme di 13-24 centimetri di diametro e di 4–7 cm di altezza con una superficie increspata.

La pasta è bianca, morbida e priva di occhiatura nel prodotto fresco, secca, scagliosa e giallo paglierina, con occhiatura fine, nel prodotto maturo.

Il cacioricotta presenta una percepibile complessità aromatica, conferitagli anche dalle specie arbustive della macchia mediterranea e della gariga che entrano nell'alimentazione dell'animale. In virtù di esse la composizione aromatica presenta una notevole variabilità in funzione dei terreni di pascolo e del progredire della stagione di raccolta.

## Uso alimentare
Il cacioricotta fresco è usato per condire primi piatti, entra nella composizione di insalate o antipasti e come formaggio da tavola, anche in abbinamento col miele.
La varietà stagionata, grattugiata o a scaglie, si presta bene all'abbinamento a piatti tipici come i fusilli cilentani conditi con il ragù di castrato.

## Riconoscimenti
Il cacioricotta di capra cilentana è stato ritenuto meritevole di tutela dall'Associazione Slow Food che lo ha classificato tra i suoi presidii.
È incluso inoltre nella classificazione ministeriale dei Prodotti agroalimentari tradizionali italiani.